# 蔚山南部警察署
蔚山南部警察署（ウルサンナムブけいさつしょ）は、蔚山地方警察庁所管の警察署である。

## 管轄区域
- 南区

## 沿革
- 1979年10月16日 - 開署に伴い蔚山警察署（現：蔚山中部警察署）から一部派出所と支署を移管
- 1983年2月15日 - 梁山郡西生面を蔚州郡に編入したため、梁山警察署西生支署を編入
- 1997年7月2日 - 慶南地方警察庁の所属から蔚山地方警察庁の所属になる。これに伴い南部警察署に改称
- 2001年12月27日 - 無去1、無去2派出所を蔚山西部警察署（現:蔚山蔚州警察署）に編入
- 2006年3月1日 - 温陽地区隊を蔚山蔚州警察署に移管。無去地区隊を蔚山蔚州警察署から編入
- 2008年9月25日 - 新庁舎竣工

## 組織
- 警務課
- 生活安全課
- 捜査課
- 刑事課
- 警備交通課
- 情報保安課

## 管轄地区隊
- 無去地区隊
- 玉洞地区隊
- 三山地区隊
- 新亭地区隊
- 也音地区隊

## 管轄派出所
- 本洞派出所